# Titularbistum Tubernuca
Tubernuca ist ein Titularbistum der römisch-katholischen Kirche.
Es geht zurück auf einen untergegangenen Bischofssitz in der gleichnamigen antiken Stadt, die in der römischen Provinz Africa proconsularis (heute nördliches Tunesien) lag. Der Bischofssitz war der Kirchenprovinz Karthago zugeordnet.
| Titularbischöfe von Tubernuca |                                             | |                   |                   |
| Nr.                           | Name                                        | Amt | von               | bis               |
| 1                             | Joseph Walsh Titularerzbischof pro hac vice | emeritierter Erzbischof von Tuam (Irland)                                                                                   | 31. Januar 1969   | 1971              |
| 2                             | Alberto Iniesta Jiménez                     | Weihbischof in Madrid (Spanien)                                                                                             | 5. September 1972 | 3. Januar 2016    |
| 3                             | Rubén Tierrablanca González OFM             | Apostolischer Vikar von Istanbul und Apostolischer Administrator des Apostolischen Exarchats Istanbul der Griechen (Türkei) | 16. April 2016    | 22. Dezember 2020 |
| 4                             | Antuan Ilgit SJ                             | Weihbischof in Anatolien (Türkei)                                                                                           | 28. August 2023   |                   |